# The Long Way Home
The Long Way Home es un documental estadounidense de 1997, dirigido por  Mark Jonathan Harris, que ganó el Premio de la Academia en 1998 como mejor documental largo.
Retrata la situación de los refugiados judíos después de la Segunda Guerra Mundial, que contribuyó a la creación del Estado de Israel. El documental enfatiza las condiciones lamentables que debieron padecer los judíos en Europa después de la guerra, donde el antisemitismo continuaba haciendo estragos y la pobreza era común. También muestra cómo la emigración al Mandato Británico de Palestina se convirtió en el objetivo de muchos, pero que las leyes migratorias británicas llevaron a que muchos terminaran detenidos en campos en Chipre. La formación del Estado de Israel es mostrado, así como los debates en la Casa Blanca entre los judíos palestinos, el presidente Harry S. Truman y las Naciones Unidas.